# Lana Pudar
Lana Pudar (Mostar, 19 de enero de 2006) es una deportista bosnia que compite en natación, especialista en el estilo mariposa.
Ganó una medalla de bronce en el Campeonato Mundial de Natación de 2024, una medalla de bronce en el Campeonato Mundial de Natación en Piscina Corta de 2021, tres medallas en el Campeonato Europeo de Natación, en los años 2022 y 2024, y una medalla de bronce en el Campeonato Europeo de Natación en Piscina Corta de 2023.

## Palmarés internacional
| Campeonato Mundial                  | Campeonato Mundial | Campeonato Mundial | Campeonato Mundial |
| Año                                 | Lugar              | Medalla            | Prueba             |
| ----------------------------------- | ------------------ | ------------------ | ------------------ |
| 2024                                | Doha (Catar)       | Medalla de bronce  | 200 m mariposa     |
| Campeonato Mundial en Piscina Corta |                    |                    |                    |
| Año                                 | Lugar              | Medalla            | Prueba             |
| 2021                                | Abu Dabi (EAU)     | Medalla de bronce  | 200 m mariposa     |
| Campeonato Europeo                  |                    |                    |                    |
| Año                                 | Lugar              | Medalla            | Prueba             |
| 2022                                | Roma (Italia)      | Medalla de oro     | 200 m mariposa     |
| 2022                                | Roma (Italia)      | Medalla de bronce  | 100 m mariposa     |
| 2024                                | Belgrado (Serbia)  | Medalla de plata   | 200 m mariposa     |
| Campeonato Europeo en Piscina Corta |                    |                    |                    |
| Año                                 | Lugar              | Medalla            | Prueba             |
| 2023                                | Otopeni (Rumania)  | Medalla de bronce  | 200 m mariposa     |